# NGC 2755
NGC 2755 is een spiraalvormig sterrenstelsel in het sterrenbeeld Lynx. Het hemelobject werd op 18 maart 1787 ontdekt door de Duits-Britse astronoom William Herschel.

## Synoniemen
- UGC 4789
- MCG 7-19-34
- ZWG 209.30
- IRAS09047+4154
- PGC 25670